# Liste komponierender Herrscher
In dieser Liste komponierender Herrscher bzw. anderer komponierender Aristokraten sind jene Personen aufgenommen, welche neben ihrer eigentlichen Stellung als Monarch, Landesherr oder Mitglied eines Herrscherhauses bzw. der Hocharistokratie Leistungen auf dem Gebiet der Musikkomposition erbrachten.
Die Liste ist nach Jahrhunderten (gegebenenfalls dem, in welchem die Person überwiegend kompositorisch tätig war) gegliedert.

## Bis ins 15. Jahrhundert
- Nero, römischer Kaiser
- Hugo von Montfort

Gilt als letzter Vertreter des deutschen Minnesangs.

## 16. Jahrhundert
- Carlo Gesualdo, Fürst von Venosa:

v. a. geistliche Werke, darunter die Responsorien zur Liturgie der Kartage und Motetten, sowie sechs Bücher mit Madrigalen (ein siebentes ist verschollen). Am Übergang der Renaissance zum Barock, wobei der Stil stets der Vokalpolyphonie des 16. Jahrhunderts verpflichtet bleibt. Kennzeichnend ist der häufige Einsatz von Chromatik und unerwarteten Tonartenwechseln zum Zwecke der eindringlichen Ausdeutung der Textvorlagen.
- Heinrich VIII., König von England:

Unter seinen Kompositionen befanden sich v. a. Messen (verschollen), Balladen, Instrumentalmusik (Hörbeispiel: Consort IV)

## 17. Jahrhundert
- Ferdinand III., Römisch-Deutscher Kaiser:

v. a. geistliche Vokalmusik.
- Leopold I., Römisch-Deutscher Kaiser (Sohn des vorigen):

Wohl der musikbegeistertste unter den Habsburger-Herrschern. Er hinterließ über 230 Werke in handwerklich hochstehendem Barockstil (z. T. auch nur Entwürfe, die durch seine Hofkomponisten ausgeführt wurden) – Regina Coeli (Hörbeispiel)
- Paul I. Fürst Esterházy, (Pal) 1. Fürst Estherhazy. Harmonia Caelesti Partituren in Choral Wiki
- Moritz, Landgraf von Hessen-Kassel:

Wiewohl selbst ein talentierter Komponist (u. a. Psalmen- und Magnificat-Vertonungen sowie eine Sammlung von „Padovanen und Gagliarden für allerlei Instrumente“), liegt sein musikalischer Ruhm sicherlich v. a. in seiner Förderung von Heinrich Schütz.
- Johann Anton Graf Losy von Losinthal, Geheimer Rat und Hofkämmerer:

Einer der berühmtesten Lautenisten seiner Zeit, der v. a. Kompositionen für sein Instrument verfasste. (Hörbeispiel: Suite III a-moll)

## 18. Jahrhundert
- Joseph I., Römisch-Deutscher Kaiser (Sohn Leopolds I.): Regina Coeli (Hörbeispiel) (wav-Datei, 1,1 MB)
- Karl VI., Römisch-Deutscher Kaiser (Sohn Leopolds I.): Komponierte  von seinem Lehrer Johann Joseph Fux stilistisch beeinflusst vorwiegend geistliche Musik (Miserere, mehrere Messen).
- Johann Ernst von Sachsen-Weimar (1696–1715)

Schüler bei Johann Gottfried Walther. Schrieb Concerti im italienischen Stil. Einzelne davon wurden von Johann Sebastian Bach für Orgel bearbeitet (als BWV 592, 592a, 595).
- Friedrich II., König von Preußen:

Unter seinen zahlreichen Kompositionen finden sich: 4 Konzerte für Flöte, Streicher und B.C., 121 Sonaten für Flöte und B.C., 4 Sinfonien und verschiedene Märsche, u. a.: Marche de S.M. le Roy de Prusse („Mollwitzer-Marsch“), Hohenfriedberger Marsch, Air des Houlans ou Marche du roi de Prusse.
- Wilhelmine von Bayreuth (1709–1758), Prinzessin von Preußen, Markgräfin von Brandenburg-Bayreuth (Schwester Friedrichs II.):

talentierte Lautenspielerin, komponierte u. a. die Oper „Argenore“ (UA 1740)
- Amalie von Preußen, Prinzessin von Preußen (jüngste Schwester Friedrichs II.):

Kompositions- und Kontrapunktunterricht bei Johann Philipp Kirnberger. Zu ihren Kompositionen gehörten neben Kantaten und Chorälen auch Märsche.
- Maximilian III. Joseph
- Ludwig IX., Landgraf von Hessen-Darmstadt:

Komponierte die schier unvorstellbare Zahl von ca. 92.000 (sic!) Militärmärschen. Ludwig IX. wurde daher von seinen Spöttern als des „Heiligen Römischen Reiches Erz-Tambour“ bezeichnet.

## 19. Jahrhundert
- Liliʻuokalani, Königin von Hawaiʻi:

Komponierte über 100 Lieder, darunter auch „Aloha ʻOe“.
- Erzherzog Rudolf von Österreich-Toskana, Kardinal und Erzbischof von Olmütz:

Komponierte v. a. Kammermusik. Schüler und bedeutender Förderer von Ludwig van Beethoven.
- Louis Ferdinand Prinz von Preußen (Neffe Friedrichs II.):

Komponierte Klavier- und Kammermusik
- Fürst Anton Heinrich (Antoni Henryk) Radziwiłł, Herzog von Nieśwież und Ołyka:

Seine bedeutendste Komposition ist die Vertonung von Goethes Faust, daneben schuf er v. a. Vokalkompositionen.
- Ernst von Schwarzenberg, Bischof von Raab (Győr):

Sein Werk umfasst geistliche und weltliche Kompositionen für 4 Singstimmen und Orchester, Sololieder mit Klavierbegleitung, Orchesterarien, Klavierwerke.
- Heinrich XXIV. Prinz Reuß-Köstritz

Schüler Heinrich von Herzogenbergs, schrieb u. a. 6 Sinfonien und Kammermusik.

## 20. Jahrhundert
- Jayachamaraja Wodeyar, Maharaja von Mysore:

Schrieb 94 karnatische Kompositionen.